# Ентоні Барбар
Ентоні Барбар (18 листопада 1992) — ліванський плавець.
Учасник Олімпійських Ігор 2016 року.